# BLOOD+
BLOOD+ (ブラッドプラス?, Buraddo Purasu), pronunciato "Blood Plus", è un anime prodotto da Production I.G e Aniplex sotto la direzione di Junichi Fujisaku. La serie è stata trasmessa prima in Giappone sul canale satellitare Animax, in seguito su vari canali terrestri, la serie è stata sviluppata dall'ottobre 2005 fino alla trasmissione dell'ultimo episodio avvenuta nel settembre 2006. BLOOD+, grazie alla licenza avuta da una branca della Sony Picture è stato successivamente portato in tutto il mondo.
La serie animata BLOOD+ è stata voluta per continuare il grande successo avuto nel 2000 grazie al film Blood: The Last Vampire, anche se sono poche le cose in comune con la pellicola. Fujisaku è stato coinvolto per entrambi i lavori scrivendo anche una light novel sempre ispirata alle vicende narrate. Nel 2011 esce in nuovo capitolo, Blood-C, nato da una collaborazione fra lo Studio Production I.G ed il gruppo di autrici CLAMP.

## Trama
La storia segue le vicende di Saya Otonashi, una ragazza che vive una vita normale con la sua famiglia adottiva, e che soffre di un'amnesia non ricordando la sua infanzia. Incontra dei mostri con sembianze quasi umane e nei primi scontri con essi il padre adottivo viene ucciso. Hagi, un ragazzo dal passato misterioso che sembra essere legato alla ragazza da un legame profondo, l'aiuterà a ricordare il suo passato. Saya dapprima scopre di essere una specie di vampiro quasi immortale e che il suo sangue riesce ad uccidere i mostri che appaiono sempre più frequentemente. Una squadra americana le si avvicina e l'affianca nella lotta di questi mostri ma Saya a volte perde il controllo quasi uccidendoli. Infatti più in avanti scopre di vivere da centinaia di anni e di essere stata un'atroce assassina. Ormai dopo anni vissuti con la famiglia e amici che le mostravano un affetto sincero, rinnega il passato cercando ogni volta di controllarsi. Dato il suo particolare potere viene contattata dal Red Shield, un gruppo di soldati americani che da tempo combattono i Chirotteri, mostri creati da una qualche organizzazione misteriosa che agisce nell'ombra. Saya dunque si finge una ragazza normale ed entra in un istituto dove si è visto aggirarsi il "Phantom" un essere che si crede a capo dei mostri. In seguito scopre anche di avere una sorella gemella, chiamata Diva che le chiederà di unirsi a lei per creare una sorta di razza superiore. La ragazza si rifiuterà combattendo lei e la sua squadra in tanti luoghi attorno al mondo.

## Personaggi

### Principali
- Saya Otonashi, la protagonista, nata diverse centinaia di anni prima dell'inizio della storia, presente sia nell'anime che nel film, matura molto durante la serie. La ritroviamo che soffre di amnesia e che è convinta che la sua famiglia adottiva sia quella reale. Lentamente durante il corso della serie le torneranno i ricordi e la consapevolezza che soltanto lei può porre fine alla tragedia iniziata molti anni prima.
- Haji, l'unico cavaliere di Saya, una persona morsa dalla ragazza in passato per salvargli la vita sapendo che da quel momento in poi sarebbe diventato immortale. La sua mano destra è deformata mostruosamente, per questo motivo la tiene sempre bendata, soltanto Diva lo può uccidere. Taciturno e rispettoso del volere di Saya, rimane impassibile quando la ragazza non lo riconosce per via della perdita della memoria decidendo di restarle comunque accanto. Fedele al suo compito combatte innumerevoli volte i suoi diretti avversari, i cavalieri di Diva.
- Diva, l'antagonista principale, al contrario della sorella pensa agli esseri umani come cibo, non possiede morale o pudore, si diverte a comportarsi come una bambina. Inizialmente è molto grata verso sua sorella.
- Kai Miyagusuku, fratello maggiore della famiglia adottiva della protagonista, nutre un profondo sentimento di affetto nei confronti di Saya, per il suo modo di pensare arriverà a prendersi a pugni con David. Nella serie il suo carattere matura moltissimo, verso la fine proverà dei sentimenti verso un componente degli Schiff.

Le cinque frecce, cavalieri di Diva:
- Solomon Goldsmith, personaggio carismatico e affascinante, cerca di convincere Saya ad allearsi con loro, Haji non mostra fiducia in lui.
- Amshel Goldsmith, mago del trasformismo, scienziato che ha accudito Diva, è stato il suo primo cavaliere ed è una specie di padre per lei.
- Nathan Mahler, il personaggio più misterioso della serie, sembra sapere molto più di quello che dice, ama il teatro e i personaggi teatrali.
- Karl Fei-Ong, ragazzo di origine cinese, è il primo ad incontrare Saya, vuole duellare con lei fino al momento della morte. Non vuole che sia qualcun altro a farle del male, alla riunione delle frecce è l'unico a mancare.
- James Ironside, ragazzo di colore, ricopre un ruolo importante nella marina, suscita più volte le ire di Nathan. Fra tutti i cavalieri è quello che più degli altri obbedisce senza far domande rispettando il suo ruolo di soldato.

### Componenti del Red Shield
- David, un soldato dai capelli biondi componente del Red Shield, un'organizzazione americana nata per difendere l'umanità dall'attacco dei vampiri. Prima che David entrasse in questa organizzazione rimase l'unico sopravvissuto di un attacco dei mostri, per questo motivo li odia profondamente.
- Julia Silverstein, medico che lavora per una speciale divisione del gruppo, specializzata nella università di Sorbona. Nel corso della serie sembra abbandonare il gruppo e unirsi ad un vecchio amico e collega Argeno.
- Lewis, ragazzo di colore in sovrappeso, un hacker bravissimo nel recuperare informazioni.

### Altri
- I Schiff, un gruppo di soldati manipolati dalle ricerche scientifiche di Amshel, è stato iniettato un potente virus nel loro sangue che sembra porre un tempo limite alla loro vita, sembra che soltanto Saya o Diva possano guarirli.
- I Chiroptera, mostri simile a vampiri che sembrano immortali. Il sangue di Saya e di Diva riescono ad ucciderli
- Regina Chiroptera, madre di Saya e Diva
- Riku Miyagusuku, il secondo fratello di Saya, nel corso della serie svolgerà un ruolo fondamentale per quanto riguarda l'evoluzione della ragazza.

## Episodi
| Nº | Giapponese 「Kanji」 - Rōmaji                                 | In onda           | In onda |
| Nº | Giapponese 「Kanji」 - Rōmaji                                 | Giapponese        |         |
| 1  | 「ファーストキス」 - fasutokisu                               | 8 ottobre 2005    |         |
| 2  | 「魔法の言葉」 - mahō no kotoba                               | 15 ottobre 2005   |         |
| 3  | 「はじまりの場所」 - hajimarino basho                         | 22 ottobre 2005   |         |
| 4  | 「アブない少年」 - abu nai shōnen                             | 29 ottobre 2005   |         |
| 5  | 「暗い森のむこうへ」 - kurai mori nomukōhe                    | 5 novembre 2005   |         |
| 6  | 「おとうさんの手」 - otōsanno te                              | 12 novembre 2005  |         |
| 7  | 「私がやらなきゃ」 - watashi gayaranakya                      | 19 novembre 2005  |         |
| 8  | 「ファントム・オブ・ザ・スクール」 - fantomu. obu. za. sukuru | 26 novembre 2005  |         |
| 9  | 「それぞれの虹」 - sorezoreno niji                            | 3 dicembre 2005   |         |
| 10 | 「あなたに会いたい」 - anatani ai tai                         | 10 dicembre 2005  |         |
| 11 | 「ダンスのあとで」 - dansu noatode                            | 17 dicembre 2005  |         |
| 12 | 「白い霧にさそわれて」 - shiroi kiri nisasowarete             | 24 dicembre 2005  |         |
| 13 | 「ジャングル・パラダイス」 - janguru. paradaisu               | 7 gennaio 2006    |         |
| 14 | 「さいごの日曜日」 - saigono nichiyōbi                        | 14 gennaio 2006   |         |
| 15 | 「おいかけたいの!」 - oikaketaino!                            | 21 gennaio 2006   |         |
| 16 | 「シベリアンエクスプレス」 - shiberian'ekusupuresu            | 28 gennaio 2006   |         |
| 17 | 「約束おぼえてる?」 - yakusoku oboeteru?                      | 4 febbraio 2006   |         |
| 18 | 「エカテリンブルグの月」 - ekaterinburugu no gatsu            | 11 febbraio 2006  |         |
| 19 | 「折れたココロ」 - ore ta kokoro                              | 18 febbraio 2006  |         |
| 20 | 「シュヴァリエ」 - shuvarie                                   | 25 febbraio 2006  |         |
| 21 | 「すっぱいブドウ」 - suppai budō                              | 4 marzo 2006      |         |
| 22 | 「動物園」 - dōbutsuen                                        | 11 marzo 2006     |         |
| 23 | 「ふたりのシュヴァリエ」 - futarino shuvarie                  | 18 marzo 2006     |         |
| 24 | 「軽やかなる歌声」 - karoya kanaru utagoe                     | 25 marzo 2006     |         |
| 25 | 「赤い盾」 - akai tate                                        | 1º aprile 2006    |         |
| 26 | 「サヤに従うもの」 - saya ni shitagau mono                    | 8 aprile 2006     |         |
| 27 | 「パリ・ジュテーム」 - pari. jutemu                           | 15 aprile 2006    |         |
| 28 | 「限りあるもの」 - kagiri arumono                             | 22 aprile 2006    |         |
| 29 | 「呪われた血」 - norowa reta chi                              | 29 aprile 2006    |         |
| 30 | 「ジョエルの日記」 - joeru no nikki                           | 6 maggio 2006     |         |
| 31 | 「壊れゆく盾」 - koware yuku tate                             | 13 maggio 2006    |         |
| 32 | 「ボーイ・ミーツ・ガール」 - boi. mitsu. garu                 | 20 maggio 2006    |         |
| 33 | 「信じるチカラ」 - shinji ru chikara                          | 27 maggio 2006    |         |
| 34 | 「俺たちのいる世界」 - ore tachinoiru sekai                   | 3 giugno 2006     |         |
| 35 | 「希望のない明日」 - kibō nonai ashita                        | 10 giugno 2006    |         |
| 36 | 「すれちがう想い」 - surechigau omoi                          | 17 giugno 2006    |         |
| 37 | 「狂おしいまでに」 - kuruo shiimadeni                         | 24 giugno 2006    |         |
| 38 | 「決戦の島」 - kessen no shima                                | 1º luglio 2006    |         |
| 39 | 「魔法の言葉をもう一度」 - mahō no kotoba womō ichido         | 8 luglio 2006     |         |
| 40 | 「シュヴァリエの見る夢」 - shuvarie no miru yume              | 15 luglio 2006    |         |
| 41 | 「私の居場所」 - watashi no ibasho                            | 22 luglio 2006    |         |
| 42 | 「響く、歌声」 - hibiku, utagoe                               | 29 luglio 2006    |         |
| 43 | 「こころ乱れて」 - kokoro midare te                           | 5 agosto 2006     |         |
| 44 | 「光の中に」 - hikari no nakani                               | 12 agosto 2006    |         |
| 45 | 「手のひらを太陽に」 - teno hirawo taiyō ni                   | 19 agosto 2006    |         |
| 46 | 「あした天気になあれ」 - ashita tenki ninaare                 | 26 agosto 2006    |         |
| 47 | 「全ての血を超えて」 - subete no chi wo koe te                | 2 settembre 2006  |         |
| 48 | 「摩天楼オペラ」 - matenrō opera                              | 9 settembre 2006  |         |
| 49 | 「二人の女王」 - futari no joō                                | 16 settembre 2006 |         |
| 50 | 「ナンクルナイサ」 - nankurunaisa                             | 23 settembre 2006 |         |

## Colonna sonora
Eccetto per le sigle iniziali e finali le musiche sono state eseguite da Hans Zimmer e Mark Mancina.Blood+ è stato il suo primo lavoro in campo di anime, e ha svolto con tanta passione tale lavoro che alla fine è diventato un fan dell'anime.
Sono stati prodotti 4 CD soundtrack, tutti prodotti da Hans Zimmer, diffusi in Giappone dalla Sony Music Japan grazie ad Aniplex. Hagi Plays J.S. Bach (ハジ プレイズ J.S BACH?) uscito il 2 febbraio, 2006 contiene 6 tracce compresa la selezione di Johann Sebastian Bach di sue musiche eseguite solo dal violoncello (tali musiche prendono il nome dal francese suite che significa successione, con cui si indicano un insieme di brani, per uno strumento solista).

## Manga
Dall'anime sono stati tratti tre adattamenti manga. Blood+ (ブラッドプラス?, Buraddo Purasu) è stato scritto da Asuka Katsura, serializzato su Monthly Shōnen Ace dal 26 dicembre 2005 al 26 aprile 2007 e in seguito raccolto in cinque volumi tankōbon. Esso ripercorre gli eventi della serie televisiva. Blood+ Adagio (ブラッドプラス アダージョ?, Buraddo Purasu Adājo) è stato scritto da Kumiko Suekane, serializzato su Beans Ace Magazine dal 26 aprile al 26 dicembre 2006 e raccolto in due volumi tankōbon. La storia segue le vicende di Saya e Hagi durante la rivoluzione russa. Blood+ Viaggio al termine della notte (ブラッドプラス 夜行城市?, Buraddo Purasu Yakō Jōshi) è stato scritto da Hirotaka Kisaragi e ha debuttato su Ciel il 30 luglio 2006 per poi essere raccolto in volume unico. A differenza degli altri due manga, entrambi shōnen, esso si presenta come un'opera shōjo e in particolare shōnen-ai.

## Light novel
Esistono due adattamenti light novel. Blood+, scritta da Ryō Ikehata con illustrazioni di Chizu Hashii, che spiega alcuni eventi dei primi quindici episodi della serie. La seconda light novel è intitolata Blood+ Russian Rose, scritta da Karino Chōgatsu e illustrato da Ryō Takagi. In quest'opera viene spiegato il legame che hanno avuto Saya e Haji con la rivoluzione russa.
| Titolo                         | Pagine | Data di uscita     | Data di uscita                       |
| Titolo                         | Pagine | Giappone           | USA                                  |
| ------------------------------ | ------ | ------------------ | ------------------------------------ |
| Blood+, Volume 1: First Kiss   | 224    | 1º maggio, 2006    | 19 marzo, 2008 - ISBN 1-59307-898-6  |
| Blood+, Volume 2: Chevalier    | 256    | 1º settembre, 2006 | 13 aprile, 2008 - ISBN 1-59307-931-1 |
| Blood +, Volume 3              |        |                    |                                      |
| Blood +, Volume 4              |        |                    |                                      |
| Blood + Russian Rose, Volume 1 |        | 1º maggio, 2006    |                                      |
| Blood + Russian Rose, Volume 2 |        | 1º settembre, 2006 |                                      |

## Videogiochi
Due videogiochi per la PlayStation 2 sono stati creati ispirandosi alla serie televisiva di Blood+: tali giochi sono rintracciabili in Giappone.
Dalla Bandai Namco è stato creato Blood+: One Night Kiss, un gioco di azione sparatutto, uscito nel 2006.
Oltre a questi due giochi la Sony Entertainment ha fatto uscire anche un gioco per la PSP Blood+: Final Piece (BLOOD＋ 〜ファイナルピース〜?) sempre nello stesso anno. Tale gioco è un misto di avventura e di gioco di ruolo, dove si incontrano anche personaggi creati appositamente per il gioco. Il gioco ripercorre la prima parte dell'anime, dove Saya grazie ai suoi amici cerca di comprendere che fine abbia fatto suo padre.

## Accoglienza
Quando Blood+ è stato trasmesso per la prima volta si era scelto come orario di trasmissione quello delle 18:00 di domenica, un orario insolito che fece pagare ascolti bassi al programma soprattutto in vista di un anime sul baseball molto famoso che andava in contemporanea. Quindi si decise di cambiare spostandolo al sabato.
Nel 2005, Blood+ fu una delle serie scelte e raccomandate per il grande lavoro svolto. La serie nella classifica ufficiale della TV Asahi nel 2006 arrivò ad essere inclusa nei migliori 100 (numero 41).